# Litauische Notarkammer

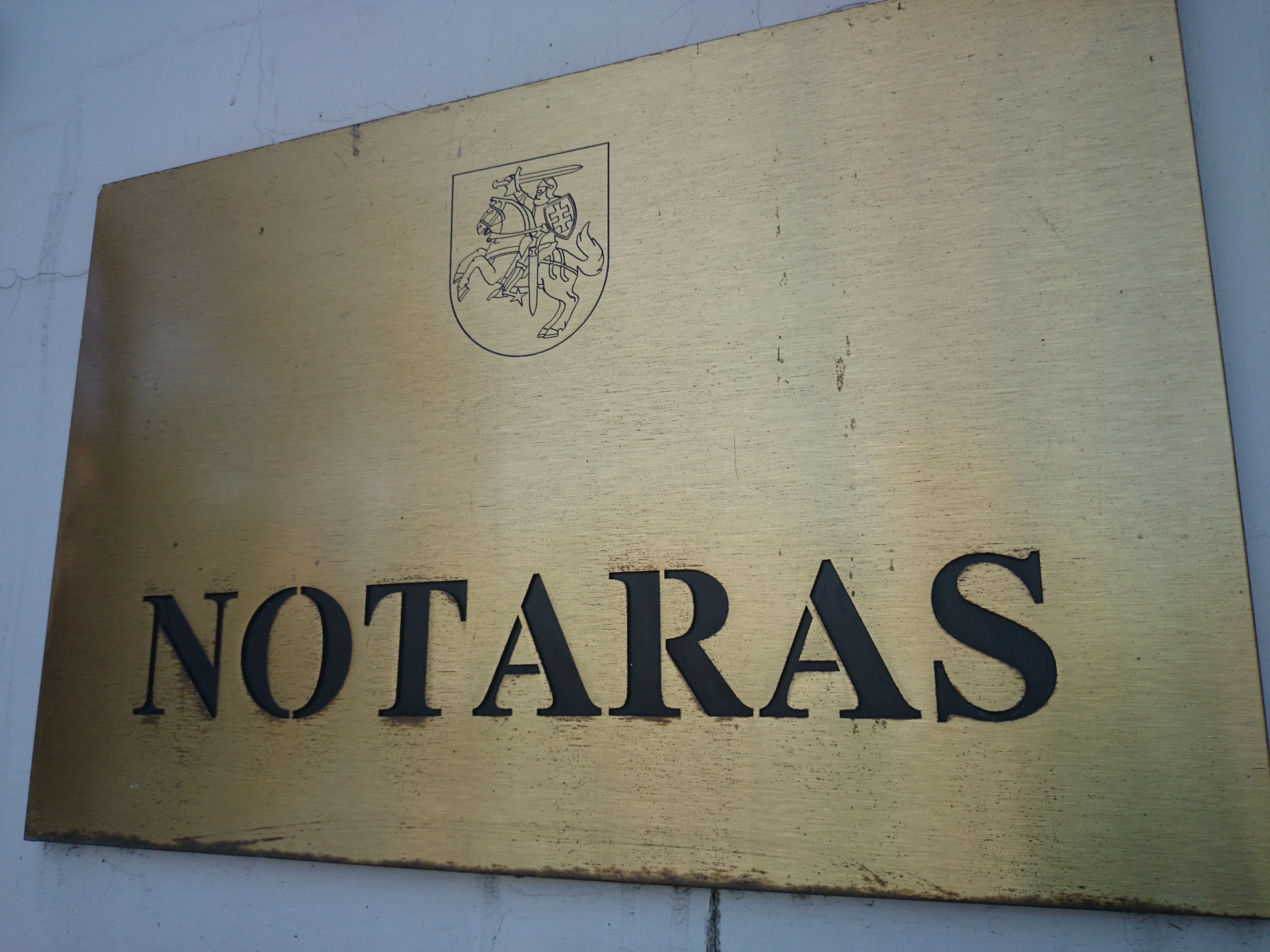
Schild des litauischen Notars

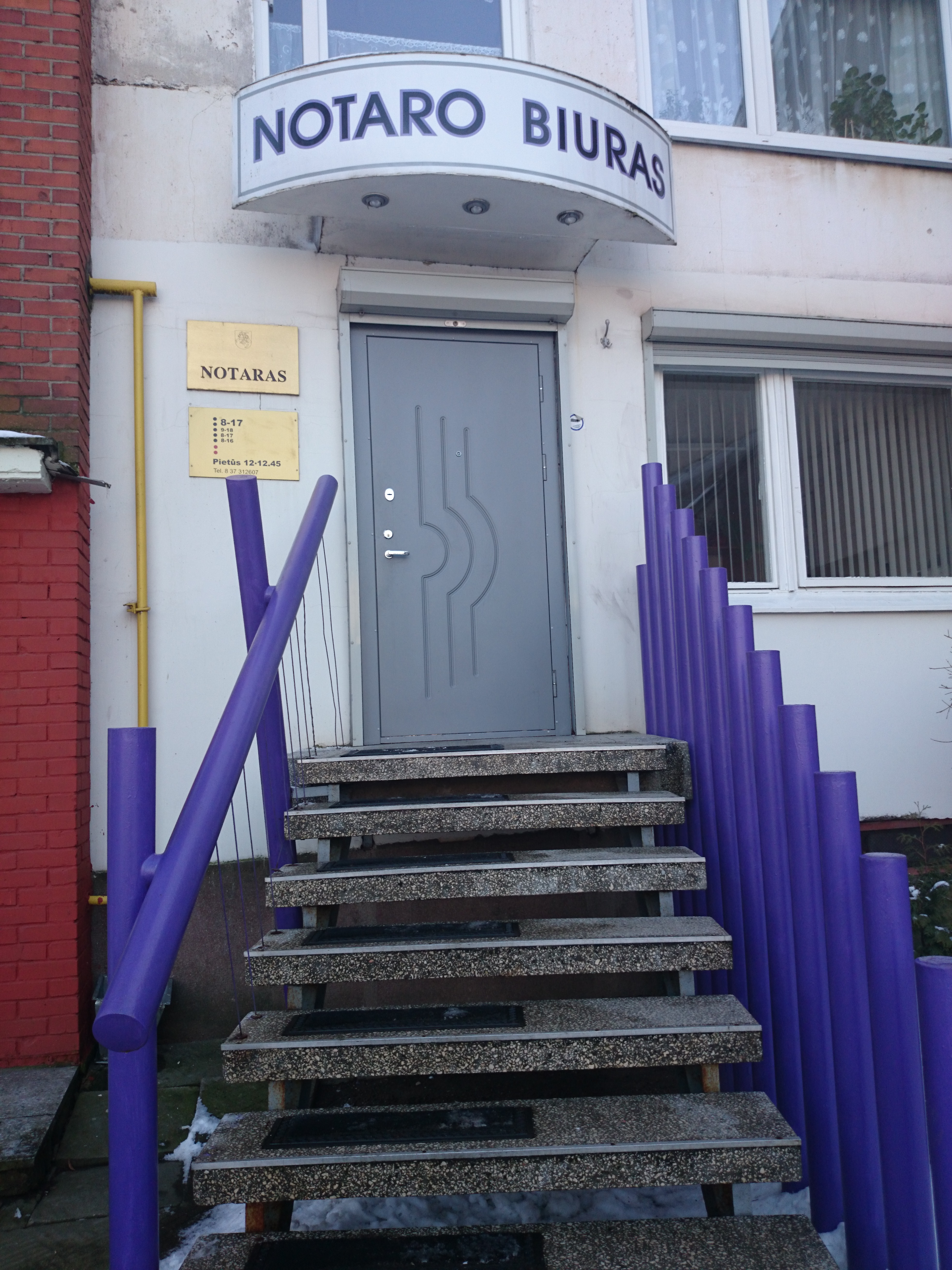
Notarbüro in Kaunas (Kalniečiai)

Die Litauische Notarkammer (lit. Lietuvos notarų rūmai) ist eine Assoziation (asociacija), in der die litauischen Notare in Form einer Berufskammer organisiert sind und die ihre Interessen vertritt. Zurzeit gibt es in Litauen ca. 265 Notare. In der Verwaltung der Kammer arbeiten 24 Mitarbeiter.

## Aufgaben
Die Hauptaufgaben der Notarkammer sind:
- Vertretung und Schutz der gemeinsamen Standesinteressen der Notare;
- Vereinheitlichung der Praxis der notariellen Handlungen (Notarpraxis) und Koordination der Amtstätigkeit der Notare;
- Hilfestellung bei der Anwendung von Maßnahmen zur ordnungs- und pflichtgemäßen Erfüllung der Aufgaben der Notare;
- Anhebung der Qualifikation der Notare und Organisation der Ausbildung der Notarassessoren und der Büromitarbeiter;
- Teilnahme an der Aufsicht über die notarielle Tätigkeit und Kontrolle der Einhaltung der ethischen Anforderungen an den Notarberuf.

## Präsidium
Präsidenten
- ~1992–1996: Ramutė Siliūnienė
- ~1996–1999: Janina Girnienė
- ~1999–2002: Vidutė Zubavičiūtė
- 2002–2005: Ona Adomavičienė
- 2005–2008: Daiva Lukaševičiūtė-Binkulienė
- Seit 2008: Marius Stračkaitis

Vizepräsidenten
- 2002–2005: Svajonė Šaltauskienė
- 2006–2008: Marius Stračkaitis
- 2008−(2017): Daiva Lukaševičiūtė-Binkulienė